# Ratka
Ratka este o comună slovacă, aflată în districtul Lučenec din regiunea Banská Bystrica. Localitatea se află la altitudinea de 222 m deasupra n.m., se întinde pe o suprafață de 12,6 km2 și în 2017 număra 304 locuitori.

## Demografie
| An:                | 1994 | 2004   | 2014   | 2024    |
| ------------------ | ---- | ------ | ------ | ------- |
| Număr de persoane: | 337  | 316    | 313    | 347     |
| Diferență:         |      | −6,23% | −0,94% | +10,86% |

| An:                | 2023 | 2024   |
| ------------------ | ---- | ------ |
| Număr de persoane: | 345  | 347    |
| Diferență:         |      | +0,57% |